# 라따뚜이

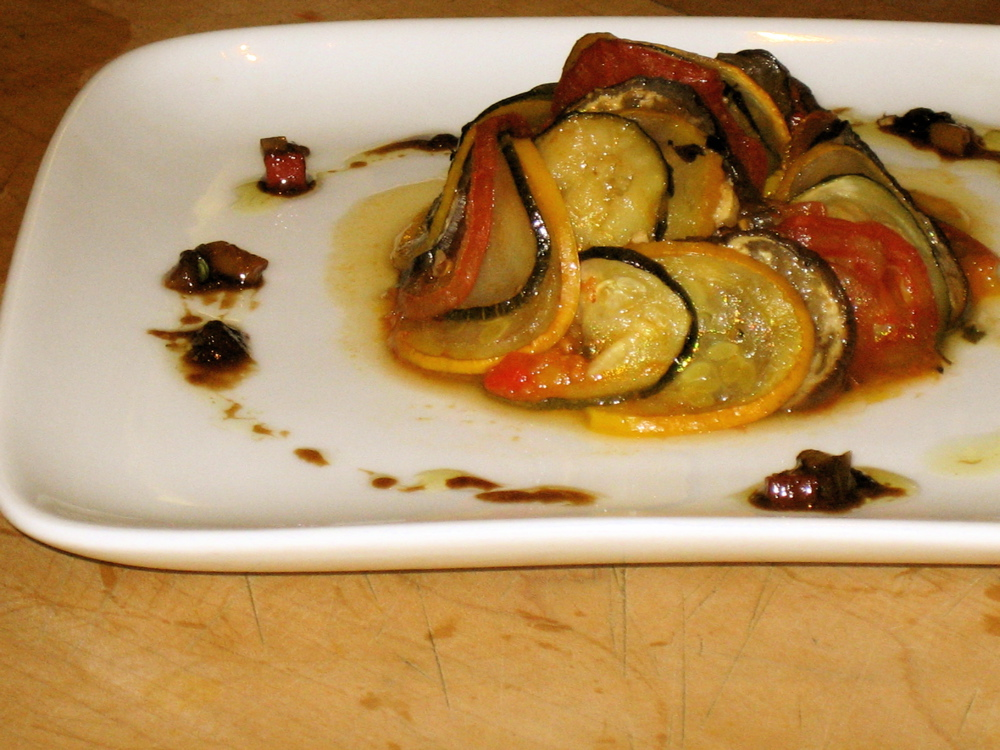
영화 《라따뚜이》에 나오는 프랑스 음식 '라타투유'.

《라따뚜이》(프랑스어: Ratatouille)는 픽사에서 제작하여 월트 디즈니 픽처스에서 배급한 컴퓨터 애니메이션 코미디 영화이다. 요리사가 되고 싶어하는 쥐 레미의 이야기를 다루고 있다.

## 줄거리
뛰어난 미각과 후각을 지닌 어린 쥐 레미는 돌아가신 인간 우상 오귀스트 구스토처럼 셰프가 되는 것을 꿈꾼다. 반대로 그의 형 에밀과 족장인 아버지 장고를 포함한 나머지 무리는 생존을 위해 먹을 뿐이며 인간을 경계한다. 쥐들은 파리 (프랑스) 외곽의 한 노파의 다락방에 살지만, 노파가 그들을 발견하자 레미는 급히 대피하는 동안 다른 쥐들과 헤어진다. 상상 속의 구스토에게 격려를 받은 그는 구스토의 이름을 딴 레스토랑 지붕에 도착할 때까지 탐험한다.
레미는 레스토랑의 새로운 청소부 알프레도 링귀니가 망가진 수프를 고치려고 애쓰는 것을 보고 돕기 위해 나선다. 링귀니는 레미를 알아차리지만 그의 존재를 구스토의 전 수셰프이자 레스토랑의 새 주인이자 헤드 셰프인 스키너에게 비밀로 한다. 스키너는 수프에 대해 링귀니에게 따지지만, 수프는 우연히 서빙되어 예상치 못하게 인기를 얻는다. 레스토랑의 유일한 여성 셰프인 콜레트 타투는 스키너에게 링귀니를 유지하고 구스토의 "누구나 요리할 수 있다"는 모토를 지지하도록 설득한다. 스키너는 링귀니에게 수프를 재현하라고 요구하지만 레미를 발견하고 링귀니에게 그를 밖으로 데려가 죽이라고 명령한다. 혼자 남은 링귀니는 레미가 자신을 이해한다는 것을 깨닫고 레미에게 요리를 도와달라고 설득한다.
레미는 링귀니의 요리사 모자 아래에 숨어 머리카락을 잡아당겨 줄인형처럼 링귀니의 움직임을 조종한다. 그들은 수프를 다시 만들고 레스토랑에서 계속 요리한다. 콜레트는 마지못해 링귀니를 훈련시키지만, 그의 조언을 따르는 것을 점차 높이 평가한다. 나중에 레미는 에밀을 찾아 무리와 재회한다. 레미가 장고에게 레스토랑에 머물 계획이라고 말하자, 장고는 인간이 위험하다는 것을 그에게 확신시키기 위해 죽은 쥐들의 무리를 보여주지만, 레미는 그의 경고를 무시하고 떠난다.
한편, 스키너는 링귀니의 돌아가신 어머니의 편지를 통해 링귀니가 구스토의 사생아이며 따라서 레스토랑의 정당한 주인이라는 것을 알게 된다. 스키너는 이 사실에 충격과 분노를 느끼는데, 구스토의 유언에는 그의 사망 2년 후에도 다음 친족이 나타나지 않을 경우에만 자신이 레스토랑 소유권을 상속받는다고 명시되어 있었기 때문이다. 그의 변호사가 링귀니가 구스토의 상속인임을 확인한 후, 스키너는 증거를 봉투에 숨긴다. 레미는 이것을 가지고 탈출하여 링귀니에게 보여주고, 링귀니는 스키너를 해고하고 스키너가 시작했던 냉동 식품 라인을 중단시킨다. 레미의 레시피가 인기를 얻으면서 레스토랑은 번창하고, 링귀니는 콜레트와 로맨틱한 관계를 발전시킨다. 이전에 레스토랑에 대한 부정적인 평가로 구스토의 죽음을 간접적으로 초래했던 음식 평론가 안톤 이고는 링귀니에게 다음 날 레스토랑을 다시 평가할 것이라고 발표한다. 링귀니가 기자회견에서 레미의 요리를 자신의 공로로 돌린 후, 그와 레미는 다투게 된다. 복수심에 레미는 그의 무리를 이끌고 레스토토랑의 식료품 저장실을 습격한다. 링귀니가 사과하러 도착하지만, 습격을 발견하자 격분하여 레미와 그의 무리를 레스토랑에서 쫓아낸다.
다음 날, 스키너는 레미를 붙잡지만, 장고와 에밀에 의해 빠르게 풀려난다. 레스토랑으로 돌아온 그는 링귀니와 화해하고, 링귀니는 레미와 그의 요리 기술을 직원들에게 공개하지만, 직원들은 모두 즉시 그만둔다. 구스토의 모토를 상기한 콜레트는 돌아와 레미의 지시 아래 무리가 요리하는 것을 돕고 링귀니는 서빙을 한다. 스키너와 위생 검사관이 방해하려 하지만, 쥐들은 그들을 묶고 재갈을 물리고 식료품 저장실에 가둔다. 레미는 변형된 라타투이를 만들고, 이는 이고에게 그의 어머니의 요리에 대한 즐거운 추억을 불러일으킨다. 기뻐한 이고는 셰프를 만나기를 요청하고 레미를 소개받자 놀란다. 다음 날, 그는 구스토의 모토를 이해하게 되었으며 레미가 쥐라는 것을 밝히지 않고 그를 묘사하는 리뷰를 쓴다.
스키너와 위생 검사관은 풀려나고, 구스토의 레스토랑은 문을 닫아 이고는 그의 직업과 명성을 잃는다. 레미, 링귀니, 콜레트는 라따뚜이라는 이름의 비스트로를 열고, 이제 더 행복해진 이고는 이곳에 투자하고 자주 방문한다. 쥐 무리는 비스트로의 다락방에 새로운 보금자리를 마련한다.

## 등장 인물
- 레미 (성우 : 패튼 오즈월트/오인성)

후각과 미각이 매우 예민하고 영리했고 요리에 무척 관심이 많다. 하지만 주방 퇴치 대상 1위인 생쥐라는 점 때문에 가족들한테서 비웃음만 잔뜩 산다. 어느날, 음식을 훔쳐 달아나던 중 아버지와 형제들과 흩어지게 됐고 굶주린 채 거리를 떠돌아다니다 프랑스 파리에서 가장 유명한 구스토 레스토랑 주방에 오게됐다. 이때 요리를 전혀 못하는 링귀니를 보고는 간접적으로나마 요리를 할 수 있는 기회라 여겨 그를 머리카락으로 조종하기 시작한다.
- 알프레도 링귀니 (성우 : 루 로마노/최원형)

구스토 레스토랑 주방에 청소부로 들어온 청년. 요리사지만 요리를 전혀 못하는 탓에 주방장으로부터 무시받기 일쑤. 어느날, 주방에서 튀어나온 레미를 발견하고 기겁한 주방장으로부터 당장 처리해버리라는 지시를 받고 그를 병안에 담아 강가에 던져버리려 했지만 살려달라고 애원하는 레미의 눈빛을 보는순간 차마 그를 버리지 못하고 풀어준다. 그러다 그가 뛰어난 요리솜씨를 이용해 스프를 맛있게 끓여내는걸 보고는 힘을 합쳐 요리를 만들어나가기 시작한다. 하지만 하루아침에 요리비결이 좋아진 비결이 뭐냐고 물어오는 말에는 대답할 길이 없어 얼버무리기만 하다 막판에 사실대로 실토한다. 훗날, 유명요리사 구스토의 친아들이란 사실이 밝혀지면서 스키너를 밀어내고 주방장 겸 사장 자리에 올랐다.
- 콜레뜨 따뚜 (성우 : 저닌 거로펄로/함수정)

구스토 레스토랑 주방의 홍일점. 하지만 남자들의 세계인 주방에서 살아남기 위해 피나는 노력을 기울이다 보니 말투도 행동도 많이 거칠고 표독스러워졌다. 스키너의 지시로 링귀니를 가르치는데 처음부터 인정사정없이 자신의 표독스러움을 여과없이 드러냈지만 중요한 점들을 콕 집어서 정확하게 가르쳐준다. 처음에는 링귀니를 탐탁치 않게 여겼다 레미의 조종으로 입맞춤을 하게 된 일을 계기로 정식으로 연인이 됐다. 그러다 그가 레미를 모자속에 숨겨놓고 대신 요리를 시켰다는걸 알고는 실망한다.
- 스키너 (성우 : 이언 홈/기영도)

구스토 레스토랑의 창업자 구스토의 오랫동안 함께 식당을 해온 사이. 키가 매우 작은 편이다. 구스토 사후 주방장 자리를 이어받았지만 심술궃으며 시기와 욕망만 사로잡혀 있다. 게다가 요식업을 할때도 음식의 질과 맛을 추구하는게 아니라 싸구려 냉동식품에 구스토 가게이름을 붙여 비싸게 팔아먹을 궁리만 하는 현실이었다면 식당을 폐업까지 시킬 수 있는 행위를 아무렇지도 않게 저지르고 다닌다. 구스토의 유서를 읽던도중 구스토가 자신이 아닌 혈육이란 이유 하나로 실력검증도 안된 링귀니에게 가게를 물려준다는 소식을 알고는 이를 철저하게 숨겨오다 레미에 의해 들통난 뒤 그간의 악행도 모두 들통나 가게에서 쫓겨났고 실업자 신세가 됐다. 하지만 이후에도 가게주변을 맴돌다 링귀니의 모자속에 생쥐 그림자를 보고는 그와 레미가 함께있는 현장을 포착하기 위해 밀착감시 하지만 모두 실패한다.
- 에밀 (성우 : 피터 손/김환진)

레미의 형. 갈색털의 생쥐. 요리에 관심이 많아 맛과 멋의 조화를 중요하게 여기는 동생과는 달리 먹는것만 밝혀서 레미를 답답하게 만든다.
- 쟝고 (성우 : 브라이언 데너히/설영범)

레미와 에밀 형제의 아버지이자 생쥐 무리의 수장. 인간에 대한 적개심이 매우 강해 레미가 요리를 좋아 하는 것도 인간과 섞여 살아가는 것도 반대한다. 하지만 아들의 진실된 뜻을 알고는 함께 도와준다.
- 안톤 이고 (성우 : 피터 오툴/김병관)

유명한 음식 평론가. '누구나 요리 할 수 있다'는 구스토 식당의 모토를 믿지 않는다. 마른 몸매와 창백한 피부때문에 드라큘라를 연상케 한다. 모두가 찬양하는 구스토 레스토랑에 혹평을 주었고 이는 창업자 구스토가 실의에 빠져 사망하는 계기가 됐다. 하지만 레미와 링귀니가 힘을 합쳐 만들어낸 라따뚜이를 먹은후에는 혹평을 쏟던 구스토 레스토랑에 호감을 가져 처음으로 좋은 평가를 해주었다.
- 오귀스트 구스토 (성우 : 브래드 개릿/김진태)

구스토 레스토랑을 창시한 프랑스 전설의 요리사. 당연히 책도 써냈다. 책 이름은 가게의 모토이기도 한 <누구나 요리 할 수 있다>이며 이 책을 읽은 레미는 매우 감명을 받아 요리사라는 꿈을 가지게 된다. 이고의 혹평으로 고뇌에 시달리다 세상을 떠났다. 하지만 그를 동경하는 레미의 상상속에선 환영으로 나타나 방황하는 레미에게 여러 가지 조언을 해준다. 오랜세월 함께해온 스키너를 뒤로하고 혈육인 링귀니에게 물려주겠다는 유서로 그를 분노하게 만든다.
- 홀스트 (성우 : 윌 아넷/장승길)
- 랄로 (성우 : 줄리어스 캘러핸/류다무현)
- 프랑스와/해설 (성우 : 줄리어스 캘러핸/서문석)
- 라루스 (성우 : 제임스 리마/이봉준)
- 무스타파 (성우 : 존 래천버거/이종구)
- 탤론 (성우 : 테디 뉴턴/정승욱)
- 퐁피두 (성우 : 토니 푸실/박상일)
- 짓 (성우 : 제이크 스타인펠드/이광수)
- 앰브리스더 (성우 : 브래드 버드/전광주)

## 제작
- 한국어 제작 : Disney Character Voices International Inc.